# Colophospermum mopane
Il mopane (Colophospermum mopane (J. Kirk ex Benth.) J. Léonard, 1949), noto anche come albero farfalla, è un albero perenne della famiglia delle leguminose (sottofamiglia Detarioideae), diffuso in Africa australe. È l'unica specie del genere Colophospermum.

## Descrizione

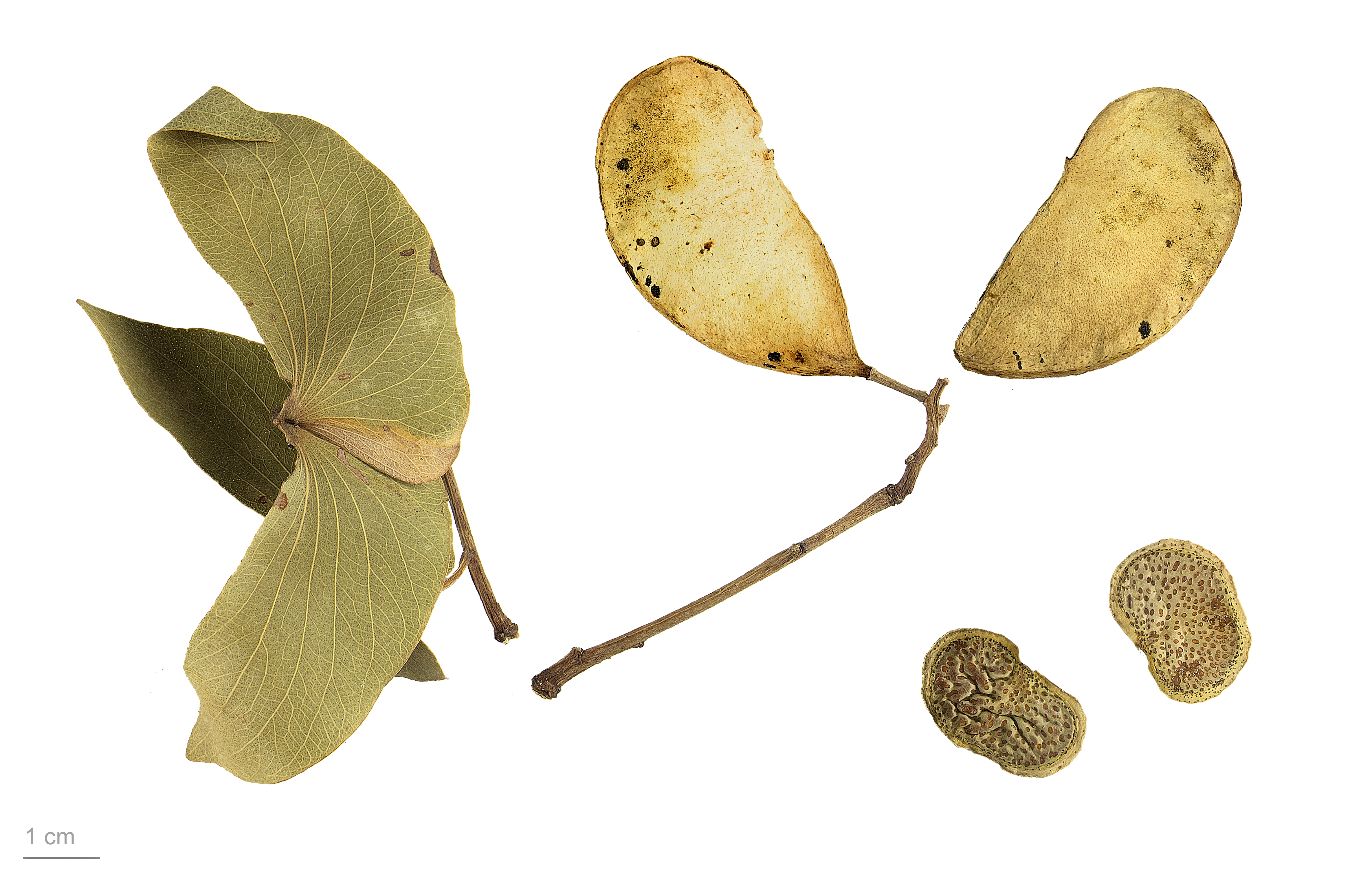
Colophospermum mopane

La caratteristica più evidente dell'albero di Mopane è indubbiamente la foglia a forma di farfalla (da cui una delle sue denominazioni comuni), di colore verde intenso in primavera ed estate e multicolore in autunno. La corteccia è grigio-chiara o grigio-scura, e caratterizzata da fessurazioni longitudinali molto evidenti. Su terreni adatti (per esempio quelli alluvionali), può raggiungere un'altezza di 25 m; in circostanze meno favorevoli, rimane in forma arbustiva.
I fiori sono giallo-verdi, di piccole dimensioni, pendenti e raggruppati al limite dei rami. I frutti sono baccelli appiattiti, a forma di rene e di colore verde, e contengono un singolo seme punteggiato e carnoso. L'albero fiorisce tra dicembre e gennaio e fruttifica tra aprile e giugno.

## Ecologia

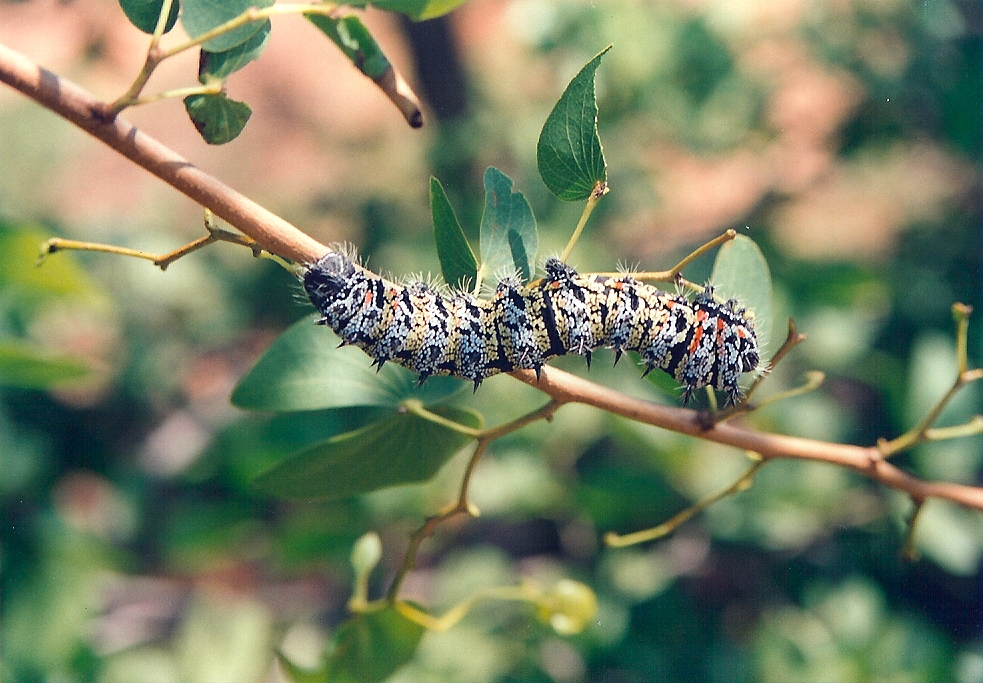
Ramo di mopane, con una larva di Gonimbrasia belina. Si possono distinguere anche un paio di foglie.

Le foglie sono alimento anche per la larva del lepidottero Gonimbrasia belina (Saturniidae), che viene utilizzata nelle comunità agricole di Zimbabwe, Botswana e Namibia come fonte di cibo.

## Distribuzione e habitat

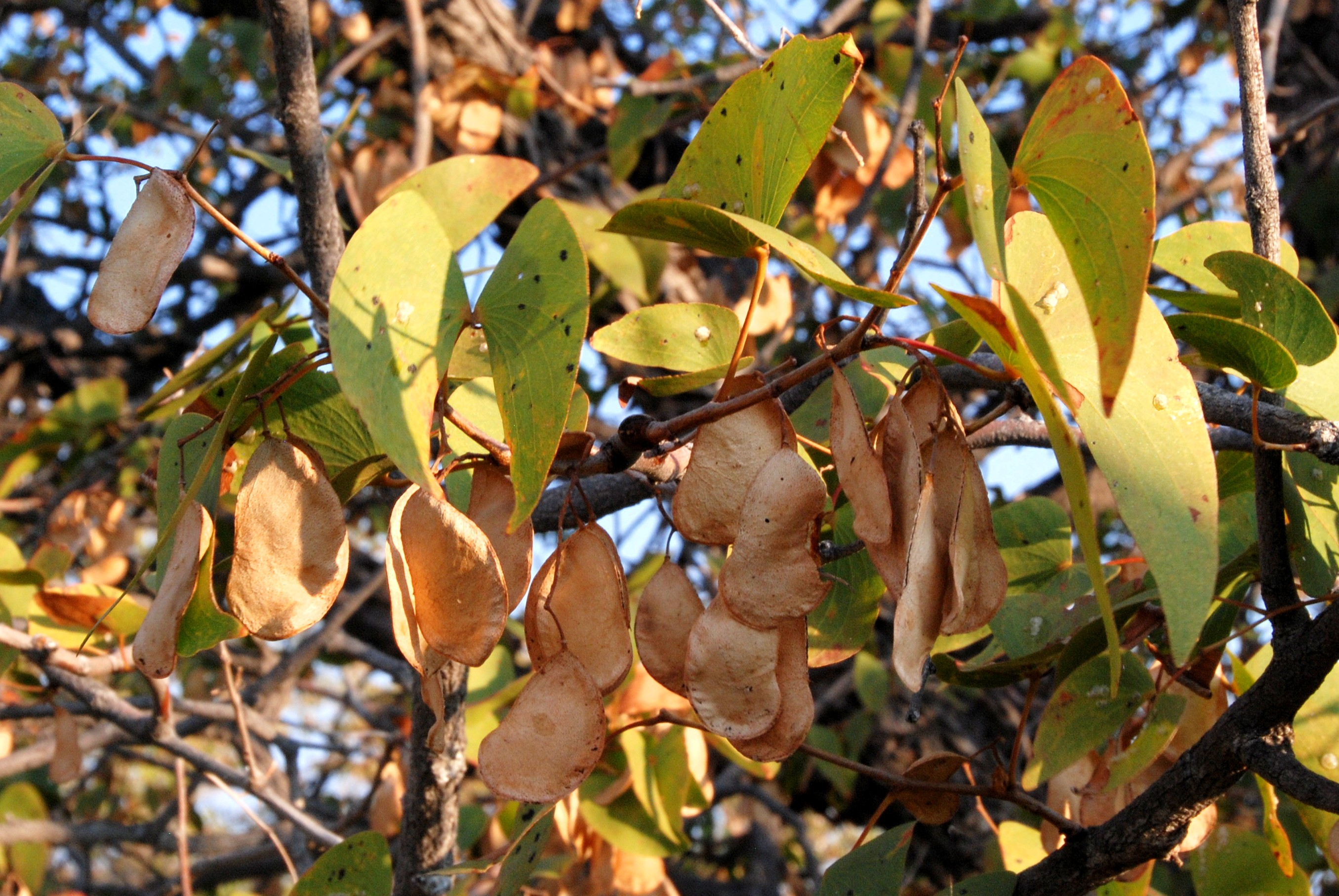
Foglie e semi di Mopane in Namibia settentrionale

Il mopane è diffuso in gran parte dell'Africa australe (Angola, Botswana, Malawi, Mozambico, Namibia, Sudafrica, Zambia, Zimbabwe).
Cresce in particolare sul suolo alcalino e alluvionale, nelle regioni piovose e calde. In alcuni luoghi (in particolare in Sudafrica, Botswana e Zimbabwe) forma veri e propri boschi.

## Usi
È fonte di cibo per gli animali per gran parte dell'anno; le foglie sono altamente proteiche, e ancora di più lo sono il baccello e il seme. Le foglie però hanno un leggero sapore di trementina che risulta sgradevole a molti ungulati; diventa una fonte di nutrimento importante soprattutto in momenti di scarsità di cibo. I baccelli, invece, sono ampiamente mangiati da quasi tutte le specie.
Anche l'uomo fa largo uso del mopane, usato per foraggio, per le sue proprietà medicinali e come fonte di legname. Il legno è un ottimo combustibile: brucia lentamente, generando molto calore e un gradevole aroma dolciastro.
Il legno di Mopane è usato solitamente in acquariofilia come decorazione dell'acquario, per il suo colore e le belle forme.
Tale legno, immerso in acqua, rende quest'ultima leggermente giallastra, anche dopo la bollitura e il risciacquo ma rimane uno dei legni più diffusi e amati dagli acquariofili.